# آرمونیا د آلمانسورا
آرمونیا د آلمانسورا (به اسپانیایی: Armuña de Almanzora) دهستانی در استان آلمریای اسپانیا است.
در این دهستان ۳۲۲ نفر زندگی می‌کنند. مساحت این دهستان ۸٫۰۳ کیلومتر مربع است.